# اوبرنهایم-کیرشنارنباخ
اوبرنهایم-کیرشنارنباخ (به آلمانی: Obernheim-Kirchenarnbach) یک شهر در آلمان است که در زودوستپفالتس واقع شده‌است. اوبرنهایم-کیرشنارنباخ ۱٬۸۴۹ نفر جمعیت دارد.